# Jorge Quiroga Ramírez
Jorge Fernando Quiroga Ramírez (Cochabamba, 5 de mayo de 1960), conocido también como Tuto Quiroga, es un ingeniero industrial y político boliviano. Fue presidente de Bolivia desde el 6 de agosto de 2001, hasta el 6 de agosto de 2002. Fue líder del partido conservador Acción Democrática Nacionalista (ADN), que presidió inmediatamente después del fallecimiento de Hugo Banzer.
Fue candidato a la presidencia de Bolivia por la «alianza Libre 21», conformada por los partidos políticos Movimiento Nacionalista Revolucionario (MNR) y Movimiento por la Soberanía (MPS), en las elecciones generales de 2020 pero se retiró de la contienda política el 11 de octubre.
Actualmente postula por la Alianza Libre, conformada por el Frente Revolucionario de Izquierda y Movimiento Demócrata Social siendo candidato presidencial en segunda vuelta de las elecciones generales de Bolivia de 2025.

## Estudios y trabajos
Quiroga nació 5 de mayo de 1960, en Cochabamba, Bolivia. Después de su bachillerato en el colegio La Salle de Santa Cruz estudió en Estados Unidos. Se graduó como Ingeniero Industrial de la Universidad de Texas A&M, realizando posteriormente una Maestría en Administración de Empresas en la Universidad St. Edward's de Austin en el mismo Estado.
Desde 1981 hasta su regreso a Bolivia en 1988 trabajó para la multinacional IBM en Texas y se casó con Virginia Gillum, con quien tuvo cuatro hijos.
En el sector privado trabajó desarrollando su especialidad de econometría en la empresa minera Mintec y en el Banco Mercantil de Bolivia. A finales de los ochenta ingresó a Acción Democrática Nacionalista, el partido del exdictador Hugo Banzer Suárez. En 1989 participó en el gobierno de Jaime Paz Zamora como subsecretario de Inversión Pública y Cooperación Internacional dentro del Ministerio de Planeamiento. En 1990 fue subsecretario de Inversión Pública y en 1992 ministro de Finanzas.
En el campo político, en 1993 dirigió la campaña electoral de ADN y en 1995 fue nombrado Subjefe Nacional de ADN.

## Presidencia (2001-2002)
En 1997 fue vicepresidente del gobierno de Hugo Banzer a los 37 años de edad, siendo el más joven en ese cargo en la historia de Bolivia. Durante su mandato se desarrolló una amarga división dentro del ADN (Acción Democrática Nacionalista) entre Banzer y Quiroga. La facción de Banzer, conocida como los "dinosaurios", estaba compuesta por la vieja guardia del partido y tenía menos inclinaciones ideológicas, y estaba principalmente preocupada por mantener el poder y preservar la reputación histórica de Banzer. En contraste, la facción de los "pitufos" de Quiroga estaba formada por tecnócratas de línea dura del libre mercado y estaba mucho más dispuesta a usar la fuerza contra los manifestantes que los "dinosaurios".
En agosto de 2001 asumió la presidencia de Bolivia tras la renuncia de Banzer por razones de enfermedad (cáncer de pulmón), y completó la gestión presidencial de cinco años hasta agosto de 2002.
Su asunción presidencial implicó un cambio de la gestión de gobierno, permitiendo que el trópico de Cochabamba mantenga sus 6,000 hectáreas de plantaciones ilegales de coca para ahorrarse conflictividad social.
Estableció un plan ambicioso de crecimiento económico (Plan Tuto), que difundía y proyectaba que en 5 meses, Bolivia superaría el receso económico, por medio de una férrea política fiscal, inversión extranjera, una ley de fondo de inversión económica, y un plan de generación de nuevos empleos; sin embargo, poco o nada había logrado, durante su gestión, el PIB de Bolivia creció en 1,2% (el más bajo de Sudamérica), la indigencia extrema se acrecentó notablemente, y el área rural exhibió altos índices de subdesarrollo humano.
Durante su presidencia, logra la expulsión de Evo Morales de la Cámara de Diputados, quien, a raíz de este destierro, comenzó a crecer políticamente con el Movimiento Al Socialismo (MAS). Quiroga se aleja de ADN y decide formar su propio partido, Poder Democrático y Social.
Durante toda su vida política, siempre se le asoció como una figura cercana y del agrado de la clase empresarial, así como de EE UU, a pesar de que este siempre defendió su interés por representar a la clase media y su independencia ideológica respecto a Washington.
Antes de las elecciones municipales del 2004 renunció a la jefatura adenista, y con la personería de la agrupación Alianza siglo XXI logró pactos con más de 40 agrupaciones. Para la competencia electoral que se realizaría en diciembre de 2005, con su sigla PODEMOS.

## Postpresidencia

### Candidatura presidencial de 2005

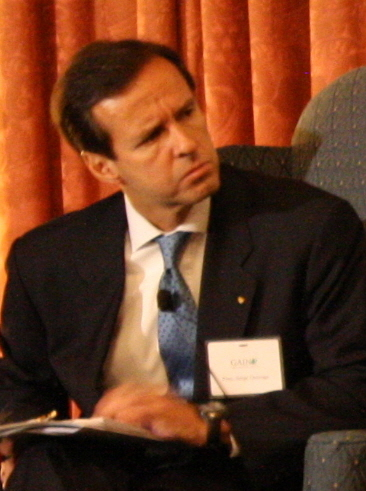
Jorge Quiroga en mayo de 2012.

Se lanzó como candidato a las Elecciones Generales de 2005, conformando una Agrupación Ciudadana denominada PODEMOS (eran los segundos comicios en Bolivia donde este tipo de grupos podían participar, además de los partidos políticos) e incluyendo algunos afiliados del partido político que le catapultó a la esfera política Acción Democrática Nacionalista. Perdió obteniendo 28,62% de los sufragios frente al 53% de Evo Morales. Había elegido como compañera de fórmula a María René Duchén, una reconocida periodista. Las encuestas le dieron antes de las elecciones un reñido segundo lugar con su principal rival Evo Morales, pero los resultados finales dieron como ganador a este último por mayoría absoluta, por lo tanto sin necesidad de recurrir al Congreso.
Cabe destacar que para el proceso electoral del 2005 se hizo añadir oficialmente el apodo "Tuto".

### Candidatura presidencial de 2014
Fue candidato a la presidencia del Bolivia, invitado por el Partido Demócrata Cristiano (PDC) acompañado por Tomasa Yarhui Jacomé, abogada y exministra de Asuntos Campesinos.
Para estos comicios electorales, la población boliviana que era fuertemente crítica al Gobierno de Evo Morales, por considerarlo dictatorial, exigió la conformación de un bloque de Unidad  para afrontar con mayor fortaleza a la candidatura de Morales. Sin embargo, a Jorge Quiroga no le importó aquellos clamores, y traicionando al sentimiento de Unidad, prefirió postular por su propia cuenta, debilitando al bloque opositor.

### Crisis política de 2019

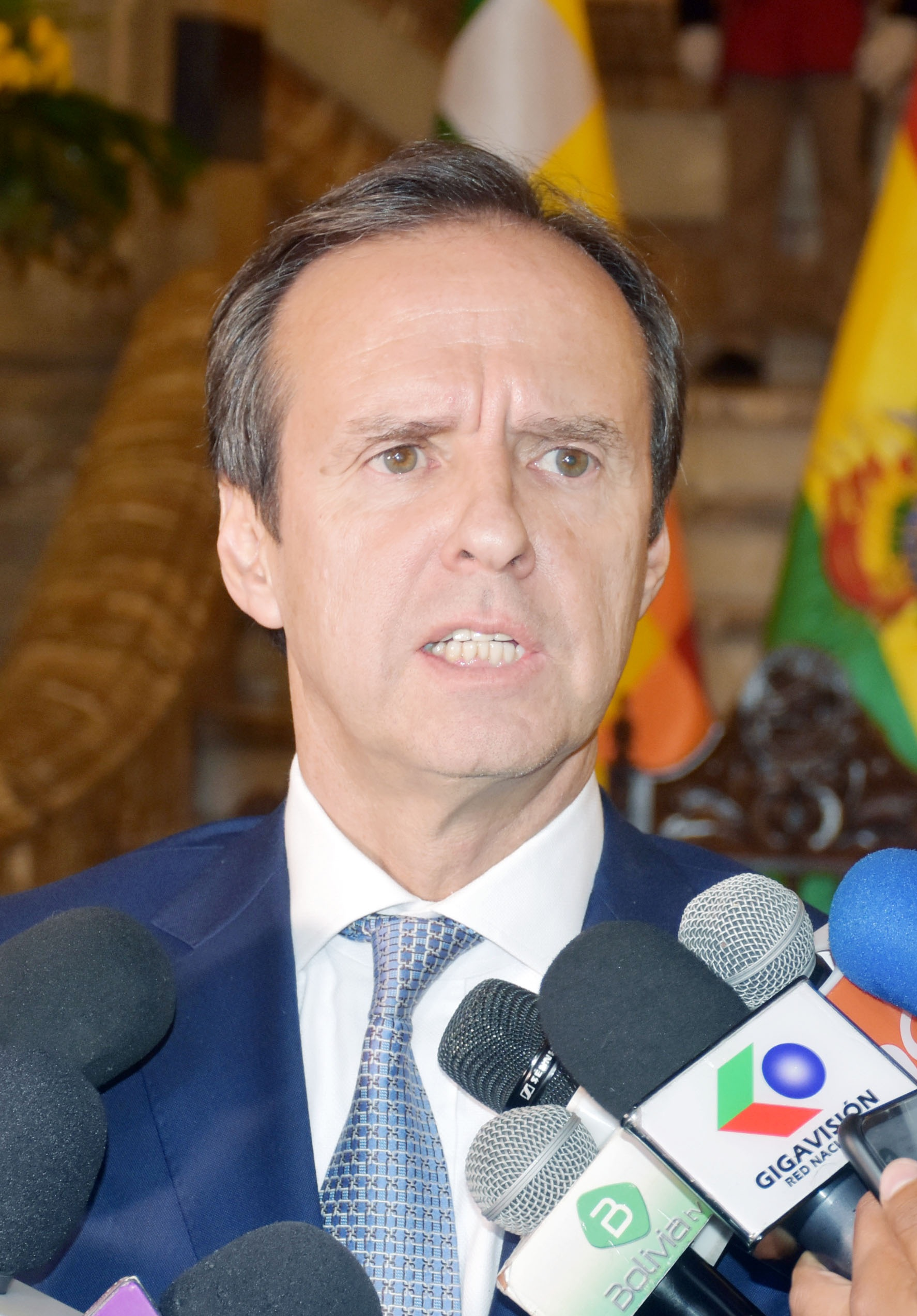
Quiroga en 2019.

El exministro de la Presidencia, Jerjes Justiniano Atalá, reveló que Quiroga estuvo en una de las reuniones en la que se les ofreció a Jeanine Áñez la presidencia del país. Inclusive, dijo que, previamente, habría llamado por teléfono a la entonces senadora Añez para preguntarle si “ella también iba a renunciar”.
Quiroga tuvo un papel trascendental en las reuniones secretas que se efectuaron en la Universidad Católica Boliviana (UCB) en durante la crisis política de noviembre de 2019. Tanto es así que hasta instruyó al Comandante de la Fuerza Aérea Boliviana (FAB) que permita la salida del avión que transportaba al entonces presidente Evo Morales y otras autoridades, rumbo a Perú, el cual tenía como destino final México. Posteriormente Quiroga admitió que autorizó que se permita el aterrizaje y despegue del avión mexicano que transportaba a Evo Morales con la finalidad según sus palabras para "pacificar el pais", Quiroga argumentó que permitir que Evo Morales saliera de Bolivia en ese avión, significaba el abadono del cargo presidencial y por lo tanto, "efectivizaba la sucesión constitucional".
El 2 de diciembre de 2019, el gobierno interino de Jeanine Áñez nombró a Quiroga delegado internacional en una misión especial para denunciar presuntas violaciones de derechos humanos cometidas por el gobierno derrocado de Morales. Ocupó el cargo durante poco más de un mes, antes de dimitir el 8 de enero de 2020 para anunciar su candidatura presidencial para las elecciones anticipadas que se celebrarían a finales de ese año.

### Candidatura presidencial de 2020
Para las elecciones del año 2020, se presentó como candidato presidencial acompañado por Tomasa Yarhui Jacomé como candidata a la vicepresidencia, dentro de la alianza Libre21-Libertad y Democracia, esta alianza estuvo conformada por el Movimiento Nacionalista Revolucionario (MNR) y el Movimiento por la Soberanía (MPS).
A lo largo del ciclo electoral, se mantuvo en torno al sexto lugar, alcanzando entre el 1 y el 2% en las encuestas de opinión y nunca superando el 7%. El 11 de octubre de 2020, una semana antes de las elecciones programadas, Quiroga anunció que se retiraba de la carrera presidencial junto a su acompañante, indicando que su retiro se debía que no pudieron socializar con efectividad sus propuestas, así como evitar una victoria contundente de Luis Arce, candidato del partido Movimiento al Socialismo. Aunque a pesar de ello, Luis Arce resultó electo en primera vuelta.

### Candidatura presidencial de 2025
Para las elecciones del año 2025, presentó su candidatura presidencial con la Alianza Libre (Libertad y República), la cual está conformada por el partido de ultraizquierza Frente Revolucionario de Izquierda (FRI), y el partido centroderechista Movimiento Demócrata Social (MDS), acompañado por Juan Pablo Velasco como Vicepresidente.
Para estas elecciones, Quiroga firmó un pacto de Unidad, junto a otros 5 líderes políticos de oposición: Carlos D. Mesa, Samuel Doria Medina, Luis Fernando Camacho, Vicente Cuéllar y Amparo Ballivián; prometiendo someterse a una elección primaria, cuyo ganador sería el candidato oficial de este bloque opositor, reforzado con el apoyo mediático por parte de los precandidatos que no fuesen electos; formando de esa manera, un bloque demasiado fuerte, frente a la candidatura oficialista del Movimiento Al Socialismo; sin embargo, Quiroga, al verse superado por Doria Medina en las encuestas, y sabiendo que su elección corría riesgo, faltó a su palabra, traicionó al bloque de Unidad y al clamor de los bolivianos que no congenian con el actual gobierno, y se excluyó de este pacto patriótico, y oficializó su propia candidatura, arguyendo pretextos en base a la supuesta ilegalidad de las encuestas.

## Resultados electorales
| Elecciones | Fórmula       | Fórmula            | Alianza | Alianza         | Resultado                 | Resultado                 | Resultado                 | Resultado                 | Legisladores              | Legisladores              |
| Elecciones | Presidente    | Vicepresidente     | Alianza | Alianza         | Votos                     | %                         | Lugar                     | Resultado                 | Senadores                 | Diputados                 |
| ---------- | ------------- | ------------------ | ------- | --------------- | ------------------------- | ------------------------- | ------------------------- | ------------------------- | ------------------------- | ------------------------- |
| 1997       | Hugo Banzer   | Jorge Quiroga      |         | ADN / NFR / PDC | 484 705                   | 22,26                     | 1.er                      | Sí electo                 | 11/27                     | 32/130                    |
| 2005       | Jorge Quiroga | María Rene Duchen  |         | PODEMOS         | 821.745                   | 28,59%                    | 2.°                       | No electo                 | 13/27                     | 43/130                    |
| 2014       | Jorge Quiroga | Tomasa Yarhui      |         | PDC             | 467.311                   | 9,04%                     | 3.er                      | No electo                 | 2/36                      | 10/130                    |
| 2020       | Jorge Quiroga | Tomasa Yarhui      |         | Libre 21        | Retiraron su candidatura. | Retiraron su candidatura. | Retiraron su candidatura. | Retiraron su candidatura. | Retiraron su candidatura. | Retiraron su candidatura. |
| 2025       | Jorge Quiroga | Juan Pablo Velasco |         | Libre           |                           |                           |                           |                           |                           |                           |